# 在香港的非洲人
在香港的黑人，是香港人口中的一個非華裔族群，根據香港非洲中心的數據，2021年共有4,697名非洲人居住在香港。3,545人為普通居民，1,052人為酷刑聲請人。普通居民：男性1,937人，女性1,708人。免遣返聲請人的細分：男性831人，女性221人。總人口包括來自南部非洲的移民，他們約有200名居民，主要由歐洲血統的非洲人組成。

## 大眾
在香港的黑人多數是在尖沙咀重慶大廈裏從事銷售手機和電子設備，其中有的是提出酷刑聲請的難民。
他們大多數也同時生活在重慶大厦附近，這裏有第一個也是唯一一個國家資助的非洲委員會組織，為在港非洲人利益服務。